# Ell@s
Ell@s es una serie de televisión de comedia producida por Sagrera Tv para la cadena de televisión Antena 3. Es una serie de humor transgresor que está construida a través de sketches o secuencias en las que no existe continuidad. El gag visual es fundamental en 'Ell@s' a la hora de construir el humor.
La serie es un reflejo de situaciones cotidianas que parten de una visión realista, pero que se resuelven de una manera inesperada y sorprendente. La comicidad nace del contraste entre lo que para el espectador resulta reconocible y su final sorpresivo.
Los protagonistas de 'Ell@s' son jóvenes atractivos e independientes que se encuentran a medio camino entre ser adultos y negarse a crecer. En los últimos años de universidad o iniciándose en el mundo laboral carecen de sentido del compromiso y se muestran incapaces de aprender las reglas de la convivencia social o los ritos de la vida familiar.
'Ell@s' presenta cómo este grupo de chicas y de chicos se enfrenta a los problemas derivados del día a día. De cómo los resuelven ellas, en oposición y contraste a cómo lo hacen ellos. Pues pocas veces actúan de forma complementaria.
Se estrenó el 23 de febrero de 2009 con 1.118.000 de espectadores y un flojo 5,5% de cuota de pantalla, por lo que la cadena decidió eliminarlo de su parrilla tras una única emisión, subiendo sus capítulos a su página web.

## Capítulos y Audiencias
| Capítulo          | Fecha de emisión            | Hora   | Espectadores | Share |
| ----------------- | --------------------------- | ------ | ------------ | ----- |
| PRIMERA TEMPORADA |                             |        |              |       |
| 1                 | Lunes 23 de febrero de 2009 | 22:00h | 1.118.000    | 5,5%  |

- Los capítulos del 2 al 7 fueron subidos a la página web de Antena 3.

## Curiosidades
- La serie en un principio se iba a llamar "Ali Oli". En algunos capítulos subidos por Antena 3 en su web, en la cabecera aparece Ali Oli, en vez de Ell@s.

- Datos: Q5829720